# Andrea Kimi Antonelli
Andrea Kimi Antonelli (* 25. srpna 2006 Bologna), známý také jednoduše jako Kimi Antonelli, je italský závodní jezdec, který závodí ve Formuli 1 za tým Mercedes.
Narodil se a vyrostl v Bologni. Své druhé křestní jméno sdílí se jménem Kimiho Räikkönena, mistra světa Formule 1 z roku 2007, kterého jeho otec – závodní jezdec Marco Antonelli – obdivoval. Navštěvoval střední školu ITCS Gaetano Salvemini, kde studoval mezinárodní vztahy a marketing, během závodních víkendů se zdokonaloval v angličtině. Jeho otec zpočátku chtěl, aby hrál fotbal v Itálii, než ho přihlásil do motokár, protože Antonelli projevil větší vášeň pro motoristický sport. Po úspěšné kariéře v motokárách, která vyvrcholila dvěma tituly na evropském šampionátu v letech 2020 a 2021, se Antonelli přesunul do juniorské formule. Svůj první titul získal v roce 2022 v italském šampionátu F4 s týmem Prema. Poté vyhrál v roce 2022 ještě šampionát ADAC F4 Championship a o rok později Formula Regional European Championship, oba opět s Premou. V roce 2023 přidal ještě titul ze šampionátu Formula Regional Middle East s týmem Mumbai Falcons. V roce 2024 vstoupil do Formule 2, kde vyhrál několik závodů a celkově skončil na 6. místě.
Od roku 2019 je členem akademie Mercedesu, za který od roku 2025 závodí, kdy nahradil Lewise Hamiltona, jeho týmovým kolegou je George Russell. Při svém debutu v Grand Prix Austrálie se v 18 letech stal třetím nejmladším pilotem Formule 1 v historii. S Mercedesem má uzavřenou smlouvu do konce roku 2025. Je nejmladším vítězem kvalifikace ve formuli 1, byť jen ve sprintu.

## Formule 1
V dubnu 2019 se stal členem akademie Mercedesu. 17. dubna 2024 se poprvé svezl v monopostu Formule 1 během testů na Red Bull Ringu. Dalšího testu se zúčastnil o dva týdny později na Imole, kde odjel přibližně 500 km. Závodního víkendu se poprvé zúčastnil během Grand Prix Itálie 2024, kde se během prvního tréninku svezl v monopostu George Russella. V zatáčce Parabolica se ale po 10 minutách roztočil a vrazil do zdi a svůj testovací den tak ukončil předčasně. Dalšího tréninku se zúčastnil v Mexiku, tentokrát v monopostu Lewise Hamiltona. Trénink ukončil na 12. místě.

### Mercedes (2025)
Od roku 2025 závodí za Mercedes po boku George Russella. V týmu, se kterým podepsal roční smlouvu, nahradil Lewise Hamiltona. Jedná o prvního italského jezdce od odchodu Antonio Giovinazziho na konci sezóny 2021.

## Výsledky
| Legenda k tabulce | Legenda k tabulce                                                                       |
| Barva             | Výsledek                                                                                |
| ----------------- | --------------------------------------------------------------------------------------- |
| Zlatá             | Vítěz                                                                                   |
| Stříbrná          | 2. místo                                                                                |
| Bronzová          | 3. místo                                                                                |
| Zelená            | Bodované umístění                                                                       |
| Modrá             | Nebodované umístění                                                                     |
| Modrá             | Dokončil neklasifikován (NC)                                                            |
| Fialová           | Odstoupil (Ret)                                                                         |
| Červená           | Nekvalifikoval se (DNQ)                                                                 |
| Červená           | Nepředkvalifikoval se (DNPQ)                                                            |
| Černá             | Diskvalifikován (DSQ)                                                                   |
| Bílá              | Nestartoval (DNS)                                                                       |
| Bílá              | Závod zrušen (C)                                                                        |
| Světle modrá      | Pouze trénoval (PO)                                                                     |
| Světle modrá      | Páteční testovací jezdec (TD)                                                           |
| Bez barvy         | Netrénoval (DNP)                                                                        |
| Bez barvy         | Vyřazen (EX)                                                                            |
| Bez barvy         | Nepřijel (DNA)                                                                          |
| Bez barvy         | Odvolal účast (WD)                                                                      |
| Bez barvy         | Nezúčastnil se (prázdné)                                                                |
| Označení          | Význam                                                                                  |
| Tučnost           | Pole position                                                                           |
| Kurzíva           | Nejrychlejší kolo                                                                       |
| †                 | Jezdec nedojel do cíle, ale byl klasifikován, protože odjel více než 90 % délky závodu. |
| ‡                 | Byl udělován poloviční počet bodů, protože bylo odjeto méně než 75 % délky závodu.      |
| Horní index       | Umístění bodujících jezdců ve sprintu                                                   |

### Závodní kariéra
| Sezóna | Série                                     | Tým                           | Závody           | Vítězství        | PP               | NK               | Pódia            | Body             | Umístění         |
| ------ | ----------------------------------------- | ----------------------------- | ---------------- | ---------------- | ---------------- | ---------------- | ---------------- | ---------------- | ---------------- |
| 2021   | Italian F4 Championship                   | Prema Powerteam               | 9                | 0                | 0                | 0                | 3                | 54               | 10. místo        |
| 2021   | FIA Central European Zone Formula 4       | Prema Powerteam               | 2                | 0                | 0                | 0                | 0                | 18               | 9. místo         |
| 2021   | Formula 4 UAE Championship - Trophy Round | Abu Dhabi Racing by Prema     | 1                | 0                | 1                | 0                | 1                | —                | 3. místo         |
| 2022   | Italian F4 Championship                   | Prema Racing                  | 20               | 13               | 14               | 14               | 15               | 362              | 1. místo         |
| 2022   | ADAC Formula 4 Championship               | Prema Racing                  | 15               | 9                | 7                | 8                | 12               | 313              | 1. místo         |
| 2022   | Formula 4 UAE Championship                | Prema Racing                  | 4                | 2                | 1                | 2                | 4                | 117              | 8. místo         |
| 2022   | Formula 4 UAE Championship                | Abu Dhabi Racing by Prema     | 4                | 0                | 0                | 1                | 1                | 117              | 8. místo         |
| 2022   | FIA Motorsport Games Formula 4 Cup        | Team Italy                    | 1                | 1                | 1                | 1                | 1                | —                | 1. místo         |
| 2023   | Formula Regional Middle East Championship | Mumbai Falcons Racing Limited | 15               | 3                | 3                | 5                | 7                | 192              | 1. místo         |
| 2023   | Formula Regional European Championship    | Prema Racing                  | 20               | 5                | 4                | 5                | 11               | 300              | 1. místo         |
| 2023   | Italian GT Sprint Championship - GT3      | AKM Motorsport                | 2                | 1                | 1                | 2                | 2                | 32               | —                |
| 2024   | Formule 2                                 | Prema Racing                  | 26               | 2                | 0                | 4                | 3                | 113              | 6. místo         |
| 2024   | Formule 1                                 | Mercedes-AMG Petronas F1 Team | Testovací jezdec | Testovací jezdec | Testovací jezdec | Testovací jezdec | Testovací jezdec | Testovací jezdec | Testovací jezdec |
| 2025   | Formule 1                                 | Mercedes-AMG Petronas F1 Team | 14               | 0                | 0                | 2                | 1                | 64*              | 7. místo*        |

* Sezóna stále probíhá

### Kompletní výsledky ve Formuli 2
| Rok  | Tým          | 1          | 2          | 3         | 4         | 5           | 6         | 7          | 8         | 9         | 10        | 11         | 12         | 13         | 14         | 15        | 16          | 17         | 18        | 19        | 20        | 21         | 22        | 23        | 24        | 25          | 26          | 27         | 28         | Body | Umístění |
| ---- | ------------ | ---------- | ---------- | --------- | --------- | ----------- | --------- | ---------- | --------- | --------- | --------- | ---------- | ---------- | ---------- | ---------- | --------- | ----------- | ---------- | --------- | --------- | --------- | ---------- | --------- | --------- | --------- | ----------- | ----------- | ---------- | ---------- | ---- | -------- |
| 2024 | Prema Racing | BHR SPR 14 | BHR FEA 10 | JED SPR 6 | JED FEA 6 | MEL SPR Ret | MEL FEA 4 | IMO SPR 10 | IMO FEA 4 | MON SPR 4 | MON FEA 7 | CAT SPR 15 | CAT FEA 12 | RBR SPR 15 | RBR FEA 13 | SIL SPR 1 | SIL FEA Ret | HUN SPR 14 | HUN FEA 1 | SPA SPR 6 | SPA FEA 9 | MNZ SPR 18 | MNZ FEA 4 | BAK SPR 7 | BAK FEA 3 | LSL SPR 19† | LSL FEA Ret | YMC SPR WD | YMC FEA WD | 113  | 6. místo |

### Kompletní výsledky ve Formuli 1
| Rok  | Tým                           | Šasi                | Motor                    | 1     | 2      | 3     | 4      | 5     | 6      | 7       | 8      | 9       | 10    | 11      | 12      | 13     | 14     | 15  | 16     | 17  | 18  | 19  | 20     | 21  | 22  | 23  | 24  | Body | Umístění  |
| ---- | ----------------------------- | ------------------- | ------------------------ | ----- | ------ | ----- | ------ | ----- | ------ | ------- | ------ | ------- | ----- | ------- | ------- | ------ | ------ | --- | ------ | --- | --- | --- | ------ | --- | --- | --- | --- | ---- | --------- |
| 2024 | Mercedes-AMG Petronas F1 Team | Mercedes-AMG F1 W15 | Mercedes-AMG F1 M15 V6 t | BHR   | SAU    | AUS   | JPN    | CHN   | MIA    | EMI     | MON    | CAN     | ESP   | AUT     | GBR     | HUN    | BEL    | NED | ITA TD | AZE | SIN | USA | MXC TD | SAP | LVG | QAT | ABU | —    | —         |
| 2025 | Mercedes-AMG Petronas F1 Team | Mercedes-AMG F1 W16 | Mercedes-AMG F1 M16 V6 t | AUS 4 | CHN 67 | JPN 6 | BHR 11 | SAU 6 | MIA 67 | EMI Ret | MON 18 | ESP Ret | CAN 3 | AUT Ret | GBR Ret | BEL 16 | HUN 10 | NED | ITA    | AZE | SIN | USA | MXC    | SAP | LVG | QAT | ABU | 64*  | 7. místo* |

* Sezóna stále probíhá